# 大曹庄镇
大曹庄镇，原为大曹庄乡，是中华人民共和国河北省邢台市宁晋县下辖的一个乡镇级行政单位。2021年2月撤乡设镇。

## 行政区划
大曹庄镇下辖以下地区：
东镇村、南镇村、西镇村、北镇村、中镇村、小马村和周村。